# Cantone di Le Lauzet-Ubaye
Il Cantone di Le Lauzet-Ubaye è stata una divisione amministrativa dell'arrondissement di Barcelonnette.
A seguito della riforma approvata con decreto del 24 febbraio 2014, che ha avuto attuazione dopo le elezioni dipartimentali del 2015, dall'aprile 2015 è stato accorpato al Cantone di Barcelonnette.

## Composizione
Comprendeva 5 comuni:
- La Bréole
- Le Lauzet-Ubaye
- Pontis
- Méolans-Revel
- Saint-Vincent-les-Forts